# Garmouth (Moray)
Pour les articles homonymes, voir Garmouth.
Branderburgh est une localité de Moray, en Écosse.
C'était un port important jusqu'au milieu du XIXe siècle.